# Freddy Góndola
Freddy Elías Góndola Smith (Panama, 18 settembre 1995) è un calciatore panamense, ala o centrocampista dell'Aqtöbe e della nazionale panamense.

## Statistiche

### Cronologia presenze e reti in nazionale
| Cronologia completa delle presenze e delle reti in nazionale ― Panama | Cronologia completa delle presenze e delle reti in nazionale ― Panama | Cronologia completa delle presenze e delle reti in nazionale ― Panama | Cronologia completa delle presenze e delle reti in nazionale ― Panama | Cronologia completa delle presenze e delle reti in nazionale ― Panama | Cronologia completa delle presenze e delle reti in nazionale ― Panama | Cronologia completa delle presenze e delle reti in nazionale ― Panama | Cronologia completa delle presenze e delle reti in nazionale ― Panama |
| Data                                                                  | Città                                                                 | In casa                                                               | Risultato                                                             | Ospiti                                                                | Competizione                                                          | Reti                                                                  | Note                                                                  |
| --------------------------------------------------------------------- | --------------------------------------------------------------------- | --------------------------------------------------------------------- | --------------------------------------------------------------------- | --------------------------------------------------------------------- | --------------------------------------------------------------------- | --------------------------------------------------------------------- | --------------------------------------------------------------------- |
| 7-10-2021                                                             | San Salvador                                                          | El Salvador                                                           | 1 – 0                                                                 | Panama                                                                | Qual. Mondiali 2022                                                   | -                                                                     | 65’                                                                   |
| 10-10-2021                                                            | Panama                                                                | Panama                                                                | 1 – 0                                                                 | Stati Uniti                                                           | Qual. Mondiali 2022                                                   | -                                                                     | 57’                                                                   |
| 13-10-2021                                                            | Toronto                                                               | Canada                                                                | 4 – 1                                                                 | Panama                                                                | Qual. Mondiali 2022                                                   | -                                                                     | 86’                                                                   |
| 12-11-2021                                                            | San Pedro Sula                                                        | Honduras                                                              | 2 – 3                                                                 | Panama                                                                | Qual. Mondiali 2022                                                   | -                                                                     | 66’                                                                   |
| 16-11-2021                                                            | Panama                                                                | Panama                                                                | 2 – 1                                                                 | El Salvador                                                           | Qual. Mondiali 2022                                                   | 1                                                                     | 46’                                                                   |
| 27-1-2022                                                             | San José                                                              | Costa Rica                                                            | 1 – 0                                                                 | Panama                                                                | Qual. Mondiali 2022                                                   | -                                                                     | 67’                                                                   |
| 30-1-2022                                                             | Panama                                                                | Panama                                                                | 3 – 2                                                                 | Giamaica                                                              | Qual. Mondiali 2022                                                   | -                                                                     | 77’                                                                   |
| 24-3-2022                                                             | Panama                                                                | Panama                                                                | 1 – 1                                                                 | Honduras                                                              | Qual. Mondiali 2022                                                   | -                                                                     | 81’                                                                   |
| 27-3-2022                                                             | Orlando                                                               | Stati Uniti                                                           | 5 – 1                                                                 | Panama                                                                | Qual. Mondiali 2022                                                   | -                                                                     | 45’                                                                   |
| 2-6-2022                                                              | Panama                                                                | Panama                                                                | 2 – 0                                                                 | Costa Rica                                                            | CONCACAF Nations League 2022-2023 - 1º turno                          | -                                                                     | 64’                                                                   |
| 9-6-2022                                                              | Panama                                                                | Panama                                                                | 5 – 0                                                                 | Martinica                                                             | CONCACAF Nations League 2022-2023 - 1º turno                          | -                                                                     | 46’                                                                   |
| 10-11-2022                                                            | Abu Dhabi                                                             | Panama                                                                | 1 – 1                                                                 | Arabia Saudita                                                        | Amichevole                                                            | -                                                                     | 67’                                                                   |
| 15-11-2022                                                            | Sharjah                                                               | Venezuela                                                             | 2 – 2                                                                 | Panama                                                                | Amichevole                                                            | -                                                                     | 73’                                                                   |
| 10-6-2023                                                             | Penonomé                                                              | Panama                                                                | 3 – 2                                                                 | Nicaragua                                                             | Amichevole                                                            | -                                                                     | 45’                                                                   |
| 18-6-2023                                                             | Paradise                                                              | Panama                                                                | 0 – 1                                                                 | Messico                                                               | CONCACAF Nations League 2022-2023 - Finale 3º posto                   | -                                                                     | 83’                                                                   |
| 26-6-2023                                                             | Fort Lauderdale                                                       | Costa Rica                                                            | 1 – 2                                                                 | Panama                                                                | Gold Cup 2023 - 1º turno                                              | -                                                                     | 85’                                                                   |
| 4-7-2023                                                              | Houston                                                               | Panama                                                                | 2 – 2                                                                 | El Salvador                                                           | Gold Cup 2023 - 1º turno                                              | -                                                                     | 68’                                                                   |
| 9-6-2024                                                              | Managua                                                               | Montserrat                                                            | 1 – 3                                                                 | Panama                                                                | Qual. Mondiali 2026                                                   | -                                                                     | 80’                                                                   |
| 16-6-2024                                                             | Panama                                                                | Panama                                                                | 0 – 1                                                                 | Paraguay                                                              | Amichevole                                                            | -                                                                     | 46’                                                                   |
| 23-6-2024                                                             | Miami Gardens                                                         | Uruguay                                                               | 3 – 1                                                                 | Panama                                                                | Coppa America 2024 - 1º turno                                         | -                                                                     | 84’                                                                   |
| 27-6-2024                                                             | Atlanta                                                               | Panama                                                                | 2 – 1                                                                 | Stati Uniti                                                           | Coppa America 2024 - 1º turno                                         | -                                                                     | 60’ 90+3’                                                             |
| 1-7-2024                                                              | Orlando                                                               | Bolivia                                                               | 1 – 3                                                                 | Panama                                                                | Coppa America 2024 - 1º turno                                         | -                                                                     | 84’                                                                   |
| 12-10-2024                                                            | Austin                                                                | Stati Uniti                                                           | 2 – 0                                                                 | Panama                                                                | Amichevole                                                            | -                                                                     | 70’                                                                   |
| 15-10-2024                                                            | Toronto                                                               | Canada                                                                | 2 – 1                                                                 | Panama                                                                | Amichevole                                                            | -                                                                     | 58’ 60’                                                               |
| Totale                                                                |                                                                       | Presenze                                                              | 24                                                                    |                                                                       | Reti                                                                  | 1                                                                     |                                                                       |

## Palmarès

### Club

#### Competizioni nazionali
- Campionato panamense: 1

Tauro: Apertura 2019
- Campionato venezuelano: 1

Deportivo Táchira: 2021
- Coppa del Kazakistan: 1

Aqtobe: 2024

#### Competizioni internazionali
- CONCACAF Central American Cup: 1

Alajuelense: 2023